# Tadeusz Panecki
Tadeusz Władysław Panecki (ur. 26 września 1951 w Babinie) – polski historyk, profesor nauk humanistycznych.

## Życiorys
Studia politologiczne na Uniwersytecie Warszawskim ukończył w 1973. Doktorat obronił w zakresie historii w 1979, a habilitację w dyscyplinie historia najnowsza w 1984. Tytuł naukowy profesora uzyskał w 1992.
Specjalizuje się w historii najnowszej. Pełni funkcje: kierownika Katedry Europeistyki w Instytucie Profilaktyki Społecznej i Pracy Socjalnej Akademii Pedagogiki Specjalnej im. Marii Grzegorzewskiej w Warszawie, sekretarza Komisji Historii Wojskowej Komitetu Nauk Historycznych Polskiej Akademii Nauk oraz wiceprezesa Stowarzyszenia Historyków Wojskowości. Był prorektorem Akademii im. Jana Długosza w Częstochowie.
Jest członkiem: Komisji Historii Wojskowej Polskiej Akademii Umiejętności, Rosyjskiej Akademii Nauk Społecznych i Polskiego Towarzystwa Historycznego.
W teleturnieju "Wielka gra" był przeważnie 3. ekspertem w tematach historycznych, głównie z XX wieku. Od 2001 roku do 2006 roku (do końca emisji teleturnieju) był przewodniczącym jury w tym teleturnieju. Następca prof. Andrzeja Makowieckiego.

## Ważniejsze publikacje
- Zwycięstwo nad faszyzmem - podstawą czterdziestu lat życia w pokoju : materiał pomocniczy na zebrania ideologiczne POP (1985)
- Maquis : ruch oporu na zachodzie Europy 1940-1945 (1986)
- Polonia w belgijskim ruchu oporu : (1940-1944) (1986)
- Samodzielna Brygada Strzelców Podhalańskich (1992)
- Generał broni Władysław Eugeniusz Sikorski (1881-1943) (1993)
- "Overlord": Polskie Siły Zbrojne w ramach drugiego frontu w Europie Zachodniej (1994)
- Wojsko Polskie na frontach II wojny światowej (wraz ze Stanisławem Jaczyńskim; 1995)